# Don Giovanni in Sicilia (film)
Don Giovanni in Sicilia è un film del 1967 diretto da Alberto Lattuada, tratto dall'omonimo romanzo di Vitaliano Brancati.

## Trama
Giovanni Percolla vive a Catania circondato dalle premurose cure delle sue tre sorelle. Si comporta in modo permanente come un Don Giovanni per nascondere la sua vera scarsa "conoscenza" delle donne. Con il suo amico si trasferisce anche a Roma ma le donne continuano ancora a rimanere parte delle sue fantasie. Ma Giovanni riuscì comunque a costruirsi una fama di "tombeur de femmes". Un giorno incontra il vero amore e decide di sposarsi 
ma la sua indole non cambierà.